# Курневич Олександр Ігорович
Олександр Ігорович Курневич (нар. 4 жовтня 1984, Горлівка, Донецька область, Українська РСР) — український футболіст, півзахисник.

## Життєпис
Футбольну кар'єру розпочав 1996 року в рідній Горлівці, перший тренер — В. Сєднєв. Вихованець УОР імені Сергія Бубки, у складі якого виступав у ДЮФЛУ. У 2002 році потрапив до резервної команди вищолігового донецького «Металурга». У команді виступав до 2002 року, після чого йоо контракт викупила друголігова «Сталь». 5 серпня 2003 року дебютував за алчевський клуб у переможному (3:0) поєдинку Другої ліги проти ужгородського «Закарпаття». До кінця сезону 2005/06 років зіграв 3 поєдинки у футболці алчевського клубу, який виборов путівку до Прем'єр-ліги. З серпня 2006 року виступав за аматорську команду «Гірник» (Горлівка). У січні 2007 року перейшов до «Княжої» (Щасливе). У 2009 році захищав кольори кіровоградської «Зірки». На початку 2010 року підписавконтракт з узбецьким клубом «Насаф», проте за першу команду не грав. Сезон 2010 року розпочав в аматорському донецькому клубі «Нова-Люкс». З липня по середину жовтня 2010 року виступав у Першій лізі за вінницьку «Ниву». Завершував сезон у гайсинському «Соколі». З липня 2011 року по серпень 2012 року грав за донецький «Нова-Люкс» у чемпіонаті Донбасу. З 2012 року працював торговим представником у різноманітних компаніях. З 2012 по 2014 рік виступав в обласному чемпіонаті за ФК «Вінниця». У 2015 році виступав за «городян» в аматорському чемпіонаті України.

## Освіта
Закінчив Донбаський гірничо-металургічний університет в Алчевську за спеціальністю «менеджмент» (навчався з липня 2003 по червень 2006 року).

## Досягнення
- Перша ліга України
  -  Чемпіон (1): 2005

- Друга ліга України
  -  Чемпіон (2): 2008, 2009